# Neprilagojeno sanjarjenje
Neprilagojeno sanjarjenje, poznano tudi pod imenom kompulzivno ali ekscesivno sanjarjenje, je nezdrava oblika disociativne zatopljenosti v fantazijo, ki pogosto vsebuje prijetne in do podrobnosti izpiljene scenarije. Ta dejavnost pa človeka vodi do nelagodnih občutij in lahko nadomesti medčloveške odnose, obenem pa ovira normalno delovanje človeka, na primer v družbi in pri delu. Ljudje, ki trpijo za neprilagojenim sanjarjenjem, lahko preživijo več kot polovico dneva v svojih »sijajnih vzporednih svetovih«.
Kompulzivno sanjarjenje je običajno povezano s ponavljajočimi kretnjami, na primer z zibanjem ali hojo po prostoru; pa tudi glasba ima pomembno vlogo za spodbujanje domišljije. Eden glavnih raziskovalcev motnje, ki je tudi skoval angleški termin »maladaptive daydreaming«, je Eli Somer z univerze v Haifi. Njegova definicija motnje se glasi »obsežno fantaziranje, ki nadomesti medčloveške stike in/ali vpliva na človekovo akademsko, medosebno in poklicno udejstvovanje«.

## Obseg in vsebina sanjarjenja
Veliko človeških dejavnosti ima širok razpon, in sicer od normalnega do abnormalnega. Sanjarjenje, oblika disociacije, pri kateri je človek zatopljen v svoje misli, je pogosta miselna dejavnost, ki se je poslužuje domala vsak. Zajemala naj bi skoraj polovični delež vsega človeškega mišljenja, tako da se dnevno v možganih odvije na stotine sekvenc sanjarjenja.
Nekateri ljudje pa imajo sposobnost tako intenzivnega sanjarjenja, da doživijo celo občutek prisotnosti v svojem domišljijskem okolju. Po besedah teh ljudi je ta izkušnja tako prijetna, da občutijo potrebo po njenem ponavljanju, in sicer do takšne mere, da sanjarjenje preraste v odvisnost. Znanstvena literatura navaja, da delež ljudi, ki trpijo za neprilagojenim sanjarjenjem, v svojem domišljijskem svetu preživi tudi do 60 odstotkov svojega budnega časa, zatorej bi lahko to dejavnost opisali kot vrsto nekemične odvisnosti.
Zunanji dejavniki, ki sprožijo sanjarjenje, so različni; številni pa so tudi simptomi. Splošni simptom so bujne fantazije z lastnostmi, ki so značilne za zgodbe; zajemajo namreč junake, okoliščine in kompleksne dogodke. Junaki so lahko tako resnične osebe, ki jih sanjač pozna, lahko pa gre tudi za izmišljene osebe. Enako velja za okoliščine in dogodke. Največji vpliv na sanjarjenje imajo najbrž mediji, kot na primer filmi, videoigre ali glasba, in prav zato so fantazije običajno zasnovane kot roman ali film. Ljudje pa med sanjarjenjem korakajo po prostoru, se igrajo s kakšnim predmetom v rokah ali pa se zibajo naprej in nazaj. Sanjač je običajno tako močno posrkan v svoj domišljijski svet, da se vanj celo fizično vživi – med sanjarjenjem lahko se namreč lahko smeji, gestikulira, govori in spreminja obrazno mimiko, vse to glede na trenutni scenarij.
Neprilagojeno sanjarjenje pa kljub vsemu ni težava, povezana s psihozo, kajti sanjalec se dobro zaveda, da njegove fantazije niso resnične. Tako sanjarjenje kot psihotične težave, kot denimo shizofrenija, zadevajo ljudi, ki se izogibajo resničnosti, a gre kljub temi pri psihozi za ljudi, ki so povsem odtrgani od resničnosti. To pomeni, da psihotični ljudje niso sposobni razlikovati med resničnostjo in domišljijo, medtem ko neprilagojeni sanjači vselej razlikujejo med dogajanjem v fantazijah in dogajanjem v resničnem svetu.

## Verjetni vzroki
Kompleksni domišljijski svetovi predstavljajo oddih v času stresa ali dolgčasa. V takšnih primerih sanjarjenje sploh ni škodljivo; neprilagojeno postane, ko njegova vsebina nadomesti resnični svet.
Precejšen delež sanjačev je bil v otroštvu čustveno, spolno ali fizično zlorabljen, zato v svojih fantazijah doživljajo tisto, česar jim v resničnem življenju primanjkuje. Prav tako pa obstajajo neprilagojeni sanjači, ki v otroštvu niso utrpeli nobene zlorabe, kar pomeni, za vzroke za nastanek motnje niso enotni.

## Podpora
Neprilagojeno sanjarjenje zaenkrat še ni uradno priznana psihiatrična motnja, kar pomeni, da ljudje še ne morejo uradno dobiti takšne diagnoze. A kljub temu so se po letu 2002, ki je Eli Somer motnjo definiral, na spletu in v živo pojavile številne podporne skupine.
Število spletnih skupin, ki združuje neprilagojene sanjače, se nenehno povečuje. V skupinah si ljudje izmenjujejo informacije in si medsebojno pomagajo, obenem pa lahko brez strahu pred zasmehovanjem povedo, da se sanjarjenju predajajo že vrsto let.
Trud sanjačev, da bi razširili zavedanje o svoji motnji, je dal širom po svetu pobudo za prevajanje lestvice neprilagojenega sanjarjenja, ki jo sestavlja 16 vprašanj. Doslej je bila prevedena v 19 jezikov, prevedli pa so jo posamezniki, ki se borijo z dano motnjo.